# Frente de Trápana
El Frente de Trápana es uno de los cuatro frentes que cercan el Primer Recinto Fortificado de Melilla y se encuentra al norte del Primer Recinto Fortificado de Melilla la Vieja

## Descripción
Está formado por la Muralla de las Cruces, del siglo XVI, reconstruida en el XVIII y restaurada entre 1953 y 1954, bajo la cual se sitúa las Cuevas del Conventico, unas cuevas del siglo XVIII horadas como almacenes que sirvieron de refugio en asedios. Cerca de ellas se encuentra la Real y Pontificia Iglesia de la Purísima Concepción, donde se venera una imagen de Nuestra Señora de la Victoria, patrona de la ciudad y el anejo Antiguo Convento de los Franciscanos, del siglo XVII con su anexado Antiguo Palomar de Ingenieros, del siglo XIX.